# ملاکاسیدین
ملاکاسیدین (به انگلیسی: Melacacidin) با فرمول شیمیایی C۱۵H۱۴O۷ یک ترکیب شیمیایی با شناسه پاب‌کم ۱۶۹۹۹۶ است. که جرم مولی آن ۳۰۶٫۲۶ g/mol می‌باشد. 